# Alicja Wyszogrodzka
Alicja Wyszogrodzka (ur. 31 października 1928 w Końskich) – projektantka wzorów na tkaniny drukowane odzieżowe, galanteryjne, dekoracyjne, meblowe, dywany i gobeliny. Autorka tkanin dekoracyjnych: „Panny” (1958) i „Ryby” (1958), malarka.

## Życiorys
Studia ukończyła w 1955 roku w Państwowej Wyższej Szkole Sztuk Plastycznych im. Strzemińskiego w Łodzi na Wydziale Tkanin pod kierunkiem prof. Teresy Tyszkiewicz i prof. Marii Obrębskiej-Stieber. Pracowała jako projektantka w Instytucie Wzornictwa Przemysłowego, tworząc tkaniny: „Panny”, „MDM”, „Ryby”, „Pisanki” i inne.
Po studiach przeniosła się do Warszawy i z warszawskim Powiślem jest związana. Z mężem Marianem Gutkowskim miała jednego syna. Jej drugim mężem był Bogusław Wyszogrodzki (1932–1979) – artysta plastyk, również związany z IWP.

## Działalność zawodowa
- 1953–1960 – Instytut Wzornictwa Przemysłowego, starszy projektant w Pracowni Tkanin
- 1960–1970 – miesięcznik „Kontynenty”, projektant mody odzieżowej
- lata 80. – wydawnictwo „Moda”, projektant
- lata 80. – ŁAD, Cepelia, Manufaktura Wanda – projektant tkanin unikatowych, gobelinów
- 1960–1991 – Centralne Biuro Wzornictwa Przemysłu Lekkiego, projektant, główny specjalista, członek Komisji Ocen w przemyśle lekkim, rzeczoznawca w zakresie wzornictwa przemysłowego.

## Wystawy
Od 1958 do 2013 brała udział w wystawach krajowych i zagranicznych m.in. w Paryżu, Sofii, Berlinie, Budapeszcie, Busto Arsizio. W 2011 roku jej najbardziej charakterystyczne tkaniny zostały pokazane na wystawie „Chcemy być nowocześni” w Muzeum Narodowym w Warszawie.

## Odznaczenia
- 1964 – Złoty Krzyż Zasługi
- 1985 – Krzyż Kawalerski Orderu Odrodzenia Polski
- 2007 – Odznaka honorowa Zasłużony dla Kultury Polskiej